# Друга битка за Харков
Друга битка за Харков је била битка вођена од 12. маја до 28. маја 1942. на Источном фронту у Другом светском рату. Након успешне зимске противофанзиве која је одбацила немачке снаге од Москве, али и исцрпла резерве Црвене армије, Харковска офанзива је била нови покушај Совјета да прошире своју стратешку иницијативу. 
Дана 12. маја 1942, совјетске снаге под командом маршала Семјона Тимошенка, су започеле офанзиву према Немачкој шестој армији, са избочине коју су успоставиле током Зимске противофанзиве. Кључне грешке неколико штабних официра, и самог Стаљина, који нису успели тачно да процене потенцијал Вермахта, и преценили су своје тек истрениране снаге, довеле су до успешног немачког укљешћујућег напада око напредујућих совјетских снага, и њиховог одсецања од остатка фронта.
Крвава битка која је трајала 17 дана је довела до губитка 200.000 војника Црвене армије, као и на стотине тенкова. На крају је Фридрих Паулус извојевао победу, и био му је отворен пут за каснију операцију Плаво и Стаљинградску битку.

## Позадина

### Општа ситуација на Источном фронту
До касног фебруара 1942, совјетска зимска контра-офанзива, која је одбацила Немце са улаза у Москву, и омогућила Совјетима да поврате Ростов на југу, је ослабила, и обе стране су остале да „лижу своје ране“. Стаљин је убеђен да су Немци на прагу пораза, и да ће да пропадну до пролећа или лета 1942, како је и рекао на говору почетком новембра 1941. Зато је одлучио да искористи ову замишљену слабост у немачкој војсци на Источном фронту организовањем обновљене офанзиве у пролеће. 
Стаљинова коначна одлука је наишла на оштро противљење код његових главних саветника, укључујући чланове врховног штаба Црвене армије, генерала Бориса Шапошњикова, генерала Александра Васиљевског и генерала Георгиј Жукова, који су се сви залагали за дефанзивније држање. Васиљевски се присећао, "Да, надали смо се [да ће се немачке резерве исцрпсти], али је реалност била суровија од тога". Међутим, према Жукову, Стаљин је веровао да су Немци били у стању да изводе операције симултано дуж две стратешке осе, и био је сигуран да би отварање пролећних офанзива дуж целог фронта дестабилизовало немачку војску пре него што би имала прилику да започне потенцијално кобну офанзиву на Москву. Упркос опрезу који су предлагали његови генерали, Стаљинова коначна одлука је била да ухвати Немце у изненађењу, путем извођења „локалних офанзива“.
До краја пролећа 1942, Црвена армија је још увек била слабија од Вермахта, и по бројном стању, и по квалитету опреме, упркос интензивној кампањи појачавања током зиме и пролећа 1942, за значајним артиљеријским, тенковским и авијацијским појачањима. Све укупно, Црвена армија је на Источном фронту имала 5.600.000 војника, 3900 тенкова, 44.900 топова и 2200 авиона. Са друге стране, Вермахт је на располагању имао 6.200.000 војника (укључујући 810.000 савезничких војника), 3229 тенкова, 57.000 топова и 3395 авиона. Стога је снага Црвене армије још била инфериорна у свим ставкама, осим по броју тенкова, чији је квалитет опет био слабији од немачких.

### Избор страгегије
Након зимске офанзиве, и СТАВКА (команда совјетских оружаних снага), и Стаљин су веровали да би евентуалне немачке офанзиве биле усмерене на Москву, уз велику офанзиву на југу, налик прошлогодишњим операцијама Барбароса и Тајфун. Стаљин и већина генерала и командира на фронту су стварно веровали да би главни немачки покушај представљала офанзива према Москви. Међутим, охрабрен зимским успехом, Стаљин је предложио да локалне офанзиве у овој области буду само са циљем да изморе немачке снаге, што би условило слабљење могућности немачке војске да организује нову операцију за освајање Москве. Мада се испрва сложио са припремом Црвене армије за „активну стратешку одбрану“, Стаљин је касније издао наређења за планирање седам локалних офанзива, од Балтика до Црног мора. Једна од области планираних за офанзиву је била област Харкова, а акција је првобитно планирана за март.
Почетком месеца, совјетска врховна команда је издала наређење југозападном главном штабу за напад у овој области, након победа код Ростова и Донбаса. Борбе су ескалирале тог месеца, кад су маршал Семјон Тимошенко и генерал Кирил Москаленко пробили немачке положаје дуж северног дела реке Доњец, источно од Харкова. Жестоке борбе су се наставиле и у априлу, Москаленко је успешно прешао реку и успоставио мостобран, док је на југу Совјетска 6. армија имала ограничен успех у одбрани од немачких снага, које су успеле да задрже свој мостобран на источној обали реке. Ови догађаји су представљали увод у оно шта ће се касније развити у Другу битку за Харков. До 15. марта, совјетски команданти су саставили прелиминарне планове за кампању око Харкова. 20. марта, Тимошенко је одржао конференцију у Купјанску, како би се расправило о предстојећој офанзиви, и каснији извештај за Москву који је припремио Тимошенков начелник штаба, генерал Иван Баграмјан, је успео да опише догађаје на конференцији, мада је можда изоставио неколико кључних обавештајних података. Прикупљање совјетских снага у области се наставило и почетком маја, а коначне детаље су разрадили Стаљин, генералштаб, и вођство Југозападног фронта, који је предводио Тимошенко, током марта и априла. Једну од коначних директива, СТАВКА је издала 17. априла.

## Припрема офанзиве

### Совјетска поставка пред битку
До 11. маја 1942, Црвена армија је успела да алоцира шест армија под два фронта, између осталих јединица. Под командом Југозападног фронта су се бориле 21. армија, 28. армија, 38. армија и 6. армија. До 11. маја, 21. тенковски корпус се успешно пребацио у област, заједно са 23 тенковским корпусом, обезбедивши 269 додатних тенкова. Ту су такође биле и три независне стрељачке дивизије, и један стрељачки пук, из 270. стрељачке дивизије, концентрисани у области коју је подржавао 2. коњички корпус у Богдановки. Јужни фронт је на располагању имао 57. армију и 9. армију, заједно са преосталих 30 стрељачких дивизија и једном стрељачком бригадом, и значајним појачањима из 24. тенковског корпуса, 5. коњичког корпуса и три гардијске стрељачке дивизије. У свом врхунцу, Јужни фронт је имао једанаест топова или бацача по километру фронта.
Током прегруписавања снага у овом сектору је дошло до редовних поплава, које су већину земљишта претвориле у блатиште, а то је учинило да појачавање Југозападног и Јужног фронта траје дуже него што је очекивано. Високи совјетски представници су такође оштро критиковали команданте на фронту, које су кривили за лоше управљање војском, неспособност да организују офанзиве, и за командовање из фотеља, као што је Василевски истакао у својим мемоарима. Пошто је прегруписавање вођено толико неорганизовано, Немци су добили ограничена упозорења о совјетским кретањима према њиховим положајима. Москаленко, командант 38. армије криви чињеницу да фронтови нису сковали планове пре одлуке о прегруписавању, и тако је демонстрирано лоше управљање фронтом. Касније је коментарисао да није било изненађење што је „немачка-фашистичка команда прозрела наше планове“.

### Совјетско вођство и људство
Првенствено вођство у бици је додељено маршалу Семјону Тимошенку, ветерану из Првог светског рата и Руског грађанског рата. Мада је Тимошенко имао ограничени успех код Смоленска, годину дана раније, сматра се да су његови потези довели до коначног пораза у овој бици. Касније је успео да дође до победе код Ростова током зимских контранапада, и постигао је ограничен успех током пролећне офанзиве код Харкова, пре саме битке. Потезе армије је надгледао војни комесар, Никита Хрушчов. 
Међутим, просечан совјетски војник је био прилично неискусан. Због совјетског дебакла претходне године, који је олакшала једино победа код Москве, највећи број војника Црвене армије са почетка рата је био убијен, рањен, или заробљен. Губици само у бици за Москву су износили готово 1.000.000. То значи да је просечан војник у Црвеној армији тек недавно био регрутован, и имао је мало или нимало борбеног искуства. Осим недостатка искусних војника, Црвена армија је такође почела да пати од лоше логистике и недостатка намирница, пошто је велики део бивших совјетских индустријских области био под немачком контролом. Стога је преферирана доктрина у то време била „привремена стратешка одбрана“.
Начелник генералштаба, Маршал Василевски, и сам примећује да совјетска армија 1942, није била спремна да спроводи велике офанзивне операције против добро утрениране немачке армије, из простог разлога што Црвена армија у то доба није имала неопходне квантитативне и квалитативне предности над Вермахтом, и зато што се руководство, и командујуће, и нижи официри, још увек опорављало од тешких пораза из 1941. Ова напомена је ипак, у великој мери ретроспективна, и представља анализу совјетског деловања у њиховим стратешким офанзивама 1942, па чак и касније, као што су операција Марс из октобра 1942, и битка за Таргул Фрумош маја 1944.

### Немачке припреме
Совјети нису били свесни, да је Немачка 6. армија, под командом новопостављеног генерала Паулуса, добила наређења за операцију Фридерикус, 30. априла 1942. Циљ ове операције је био усаглашени напор да се сломе совјетске армије у Изијумској избочини (име дато избочини јужно од Харкова, која је начињена током совјетске Зимске противофанзиве), ослобођеној током совјетских раних пролећних офанзива у марту и априлу. Овај задатак је дат Немачкој 6. армији, а коначна директива је издата 30. априла, и најавила „очекивани почетак“ 18. маја.
Немци су такође уложили велике напоре да ојачају групу армија Југ, над којом је контрола пребачена на фелдмаршала Федора фон Бока, бившег команданта Групе армија Центар током операција Барбароса и Тајфун. 5. априла 1942, Хитлер је издао директиву број 41, која је одредила југ за главно тежиште операција у немачкој стратешкој летњој кампањи ове године, и на рачун осталих фронтова, дивизије Групе армија Југ су попуњене до пуне бројности до краја априла и почетка маја. Стратешки циљ је је илустрован након победа Ериха фон Манштајна и његове 11. армије на Криму. Централни циљ је остао Кавказ са својим нафтним пољима, а секундарни циљ - Стаљинград.
Увођење операције Фридерикус у априлу је омогућила даљи подстрек појачавању снага у области 6. армије под командом генерала Паулуса. Совјети значи нису знали да и Немачка војска изводи велико прегруписање у области која је одређена као центар операција у предстојећој офанзиви око Харкова. 10. маја је Паулус представио свој коначан нацрт планова за операцију Фридерикус. До тада, немачка војска директно супротстављена Тимошенку је била потпуно припремљена за борбене дужности у операцији према Кавказу.

## Битка

#### Први дани
Офанзива је почела у 6:30 ујутро, 12. маја 1942, концентрисаним једночасовним артиљеријским ударом, и финалним двадесетоминутним ваздушним нападом на немачке позиције. Копнена офанзива је почела двостраним укљешћујућим покретом из Волчанске и Барвенково избочине, у 7:30 ујутро. Совјетске снаге су наишле на снажан отпор немачке одбране, која је полако сламана концентрисаним ваздушним и артиљеријским нападима, заједно са координисаним копненим нападима утврђене позиције. Борбе су биле толико жестоке да су Совјети припремили да убаце у борбу формације из свог другог ешалона. Борбе су биле поготово оштре код руског села Непокритаја, где су Немци организовали три локална контранапада. До краја дана, највећи совјетски пробој је износио десет километара. Совјетска команда на терену је, што је документовао генерал Москаленко, сазнала за покрете неколико немачких резервних јединица, и коначно схватила да се њеним снагама супротстављају две немачке дивизије, а не једна како је очекивано. Ово је значило да је Црвена армија извела лоше осматрање и обавештајну припрему пре почетка битке. У ствари, заробљени дневник погинулог немачког генерала је скренуо пажњу на чињеницу да су Немци врло могуће знали унапред о предстојећим совјетским операцијама у овој области. Тог дана је, након много убеђивања од стране Паулуса, дошло до отпуста три немачке пешадијске дивизије и једне панцер дивизије, како би оне биле искориштене за одбрану Харкова. У највећем делу, совјетско напредовање је било лоше, са значајним успесима само на левом крилу, док су се напредовања на осталим деловима одвијала прилично споро. Бок је упозорио Паулуса да не врши противнапад одмах, без ваздушне подршке, мада је ова одлука касније поново размотрена, када је неколико совјетских тенковских бригада пробило кроз VIII корпус генерала Валтера Хајца у сектору Волчанска, који је био на само 12 mi (19 km) од Харкова, што је представљало велику опасност за Немце.

### Почетни совјетски успех
Током првих 72 сата, 6. немачка армија је претрпела снажне ударе. 16 батаљона је било уништено, док су битке вођене по густој киши и блату. Паулус је наредио серију акција које би зауставиле напад, мада су Немци још спроводили локализоване противнападе. Мада је до 14. маја Црвена армија постигла импресивне успехе, немачке акције у појединим областима су имале ефекта, и неколико совјетских дивизија је било приморано да се повуче из напада. Само совјетски тенкови чувани у резерви су могли да зауставе немачке противнападе, уз велике губитке живота. На Тимошенково разочарење, немачки губици су процењени као минимални; на пример, процењено је да је само 35-70 тенкова избачено из 3. и 23. панцер дивизије. Немачка ваздушна подршка је почела да постиже ефекат, приморавши јединице попут Совјетске 38. армије у дефанзиву. 14. маја, Немци су наставили нападе на совјетске позиције на северу у локализованим офанзивама, а до тад је Луфтвафе стекао ваздушну надмоћ над сектором Харкова, што је Тимошенка приморало да премести своја ваздушна средства напред како би се ефикасно супротставио немачкој авијацији, чији је део био под командом Четврте ваздухопловне флоте, генерала Волфрама фон Рихтхофена. Упркос свему, Совјети су настављали са притиском, повлачећи се из неколико мањих битака и мењајући правац свог напредовања. Међутим, услед константног немачког отпора и локализованих противнапада, совјетски напад је ослабио, посебно у спрези са жестоким ваздушним ударима. До краја дана, 28. армија више није могла да оперише у офанзивном маниру против немачких позиција.
Иронично, јужни крак совјетских клешта није претрпео тако тешке губитке као шок групе на северу. У ствари, он је постигао велики успех у прва три дана борбе, уз дубок пробој кроз немачке позиције. Успех Јужне шок крупе се може приписати чињеници да су у почетку борби већи пробоји били на северу, па су немачке резерве сконцентрисане тамо, што је оставило ограничене снаге које би биле постављене на дефанзивне позиције на југу. Али, до 14. маја, Хитлер је наредио немачком генералу Евалду фон Клајсту да његова 1. оклопна армија преузме иницијативу у контраофанзиви, што би био увод у коначни почетак операције Фридерикус.

### Совјетски наставак офанзиве
15. и 16. маја, Совјети су покушали са још једном офанзивом на северу, али су наишли на исти отпор као и током прва три дана битке. Немачки положаји су наставили да одолевају совјетским нападима. Нервози на совјетској страни је у великој мери допринео недостатак тешких топова, што је онемогућавало нападајуће јединице Црвене армије да успешно збришу отпор на жестоко брањеним позицијама. Један од највећих примера оваквих ситуација је била одбрана Терноваје, где су немачке јединице одбиле предају након интензивне ватре са совјетске стране. Борбе су биле толико жестоке да је након просечног напредовања од пет километара, офанзива за тај дан завршена на северу. Наредног дана је дошло до обнављања совјетских напада, који су у великој мери били блокирани противнападима немачких тенкова, и изморене совјетске јединице једноставно нису могле да се држе против концентрисаних напада од стране непријатеља. На југу је, међутим, дошло до успеха на совјетској страни, налик у ранијим данима битке, мада су совјетске снаге почеле да се суочавају са жешћим нападима немачке борбене авијације. Немци, са друге стране, су организовали акције у циљу заустављања офанзиве, као и мале контранападе, како би умањили совјетски офанзивни потенцијал, истовремено пребацујући појачања са југа, укључујући неколико авио-ескадрона пребачених са Крима. Лоше одлуке у 150. стрељачкој дивизији, која је успешно прешла реку Барвенково, су играле велику улогу у лошој експлоатацији тактичких успеха јужне шок групе.

### Контранапади Вермахта
Дана 17. маја иницијатива у бици је прешла на немачку страну. Клајстова 1. оклопна армија је почела двострани напад на мостобран на реци Барвенково. Уз велику подршку авијације, Клајст је успео да сломи совјетске позиције, и да напредује до десет километара првог дана напада, оставивши совјетске трупе у шоку. Многе совјетске јединице су те ноћи послате у позадину ради консолидовања, док су друге јединице истурене да би ојачале слабе позиције на фронту. Истог дана је Тимошенко рапортирао у Москву, тражио појачања, и описао претрпљене неуспехе. Василевски је покушао да добије дозволу за опште повлачење, али је Стаљин одбио.
Дана 18. маја, ситуација се за Совјете погоршала, и СТАВКА је још једном предложила да се офанзива заустави, и да се нареди 9. армији да се пробије из избочине. Тимошенко и Кручев су тврдили да је опасност која је долазила од Вермахтове Краматорске групе преувеличана, и Стаљин је још једном одбио повлачење.
Дана 19. маја, Паулус је, по Боковим наређењима, већ започео општу офанзиву на северу, у покушају да опколи преостале совјетске снаге у Изијумској избочини. Тек тад је Стаљин овластио Жукова да заустави офанзиву и одбије немачке снаге које су кренуле у опкољавање. Међутим, већ је било прекасно. Немци су брзо постигли значајне успехе против совјетских одбрамбених позиција. 20. маја је ситуација била слична. Немци су се приближавали отпозади. Још немачких дивизија је убачено у битку тог дана, сломивши неколико совјетских дивизија, и омогућивши Немцима лагано напредовање. Мада су се Тимошенкове снаге успешно прегруписале 21. маја, он је наредио повлачење Групе армија Котенко крајем 22. маја, припремивши напад за 23. мај, који би извеле 9. и 57. армија. Иако су Совјети очајнички покушавали да одбаце напредујуће немачке снаге, и организовали су локалне контранападе како би помогли неколицини опкољених јединица, уопштено су били неуспешни. До краја 24. маја, Немци су успели да опколе совјетске снаге супротно од Харкова, и да пребаце још неколико дивизија на фронт, повећавши притисак на совјетска крила, коначно их сломивши.

### Совјетски колапс
Дана 25. маја је дошло до првих совјетских покушаја да пробију обруч, које је немачки генерал-мајор Ланц описао као језиве масовне нападе. До 26. маја, преживели војници Црвене армије су били притиснути у збијене позиције на површини од приближно петнаест квадратних километара. Совјетске покушаје да пробију немачко окружење са истока су константно блокирали немачки жилави дефанзивни маневри и авијација. Услед одлучних немачких операција, Тимошенко је наредио званично заустављање свих совјетских офанзивних маневара 28. маја, док су напади усмерени на пробијање обруча настављени до 30. маја. Међутим, мање од десетине опкољених људи је успело да се избави из „Барвенковске мишоловке“. Бевор процењује број совјетских заробљеника на 240.000 (уз губитак већине наоружања), док Гланц истиче укупан број од око 207.000 (и убијених и заробљених). Ова друга бројка се обично прихвата као најнепристраснија, мада праве губитке није лако одредити. Оба аутора се мање-више слажу о малим немачким губицима, а најспомињанија бројка је око 20.000 погинулих, рањених и несталих. Невезано за број жртава, Харков је представљао велики неуспех за Совјете, и представљао је крај задивљујућих успеха Црвене армије током Зимске противофанзиве и мањих пролећних офанзива.

## Закључци
Многи аутори су покушали да одреде тачне разлоге за совјетски дебакл у Другој бици за Харков. Неколико совјетских генерала је окривило неспособност СТАВКА-е и Стаљина да правилно процене војну снагу Вермахта на Источном фронту, након немачких пораза током зиме 1941—1942, и пролећа 1942. Жуков је у својим мемоарима сумирао да је пропаст ове операције била врло предвидива, услед веома неспособно организоване офанзиве, а ризик од излагања левог крила Изијумске избочине немачким противнападима је био очигледан на мапи. Ипак, према Жукову, главни разлог за болан совјетски пораз лежи у Стаљиновим грешкама, који је потценио опасност од немачких армија у југозападном сектору (као супротности московском сектору), и није предузео кораке како би концентрисао значајније стратешке резерве тамо, и на тај начин се супротставио потенцијалној немачкој претњи. Штавише, Стаљин је игнорисао савете свог генералштаба, који је предлагао организовање јаке одбране у југозападном сектору, како би се створила могућност за одбијање Вермахтових напада.
Осим тога, потчињени совјетски генерали (посебно на Југозападном фронту) су били врло жељни да наставе своје зимске успехе, и налик немачким генералима, су потценили снагу свог непријатеља, као што је a posteriori истакао командант 38. армије, Кирил Москаленко. Совјетска зимска противофанзива је ослабила Вермахт, али га није уништила. Москаленко се присећа речи непознатог војника: "Ови фашисти су се пробудили након хибернације".
Стаљин је лоше проценио и снагу своје војске, и способност немачке војске да успешно организује противофанзиву. Тачност чињенице да је Стаљин потценио Немце се најбоље огледала у операцији Плави, која је уследила, и која је касније довела до Стаљинградске битке (мада је ова битка представљала коначни неуспех за Паулуса).
Међутим, Харков је такође показао потенцијал совјетских армија за успешно спровођење офанзиве. Ова битка се може посматрати као један од првих већих совјетских покушаја да предупреде немачку летњу офанзиву. Ова пракса ће се касније развијати у виду операција које је СТАВКА планирала (операција Марс, операција Уран и операција Сатурн). Иако су само две од ове три операције биле успешне, ово ипак представља јасан доказ способности Совјета да преокрену ток рата у своју корист. Ово ће се финализовати након Курске битке у јулу 1943. Друга битка за Харков је такође имала позитиван ефекат на Стаљина, који је почео све више да верује својим генералима и начелнику генералштаба (коме је чак дозволио да именује команданте фронтова на пример). Након Велике чистке 1937, након трагичног одбијања да увиди немачку инвазију 1941, и потцењивања немачке војне моћи 1942, Стаљин је коначно почео да верује својој војсци. Са друге стране, Хитлер је осећао све веће неповерење према својим официрима, и коначно је разрешио дужности Франца Халдера, свог начелника генералштаба, у септембру 1942.
У контексту саме Друге битке за Харков, неуспех Црвене армије да се правилно прегрупише пред битку и способност Немаца да сакупе ефикасне обавештајне податке о совјетским кретањима, су играли важну улогу у бици. Слаб совјетски учинак на северу, и подједнако лоше сакупљање обавештајних података од стране СТАВКА-е, и штаба фронта су такође веома допринели пропасти офанзиве. Међутим, упркос лошем учинку, Друга битка за Харков је истакла да је тактика Црвене армије почела да еволуира. Ова тактика није била савршена, али је довела до победе у рату.